# Radoslav Lopašić
Radoslav Lopašić (Károlyváros, 1835. május 20. – Zágráb, 1893. április 25.) horvát történész és topográfus.

## Élete és munkássága
Apja bíró volt. A középiskolát Zágrábban fejezte be 1856-ban, majd tanulmányait a Jogi Akadémián kezdte meg, amelyet egészségügyi okok miatt hamarosan abbahagyott. A Bosiljevo melletti hrčići családi birtokra visszatérve az ingatlant gondozta és művelte, mellette pedig valószínűleg magániskolába járt. Rövid ideig volt ott polgármester, mígnem J. B. Coronini Cronberg bán parancsára egy cikk miatt, amely a Karlovac környéki éhínségről szólt, elbocsátották. Az 1859-60-as politikai változásokkal, Ivan Kukuljević Sakcinski ajánlásával 1861-ben a szeverini járás képviselőjévé választották, 1866-ban pedig Josip Vranyczány Dobrinović utóda lett a járásbírói székben. Ebben a tisztségben különösen az állami iskolák megnyitásával foglalkozott. 1871-ben Zágrábba költözött, és Zágráb vármegye aljegyzője lett. 1891-ben a tartományi kormányzat titkáraként vonult nyugdíjba. 1877-től a Matica Hrvatska Gazdasági Bizottságának alelnöke, 1883-tól a JAZU (Jugoszláv Tudományos és Művészeti Akadémia) levelező tagja volt.
Lopašić nagyrészt szülővárosában, a horvát nemzeti újjászületés egyik központjában nőtt fel. Csodálta az illír mozgalmat és magába szívta a hazafias eszméket. A történelmi források bősége jelölte ki kutatói útját. Kukuljević jugoszláv történeti archívumának mintájára hrčići tartózkodása alatt történelmi dokumentumokat kezdett gyűjteni. Kutatásait a közeli uradalmaktól, egyházi intézményektől és magánszemélyektől kiterjesztette a szomszédos területekre, Zágrábra és más horvát levéltárakra, Bécsre, Budapestre, Grazra és Ljubljanára is. Leginkább a horvát kora újkori történelmet kutatta, különös tekintettel a katonai határőrvidékekre, és a gazdag magán- és egyéb levéltárak anyaga alapján számos cikket, tanulmányt, monográfiát és forrásgyűjteményt publikált.
Első nyomtatott munkája a „Cetina” volt. Számos művet publikált híres emberekről és családokról (különösen a Zrínyiekről és a Frangepánokról), valamint Horvátország várairól és városairól. Első, jelentősebb munkája a Károlyváros és környéke történetét bemutató monográfia (1879) volt, amelyet az Matica Hrvatska a város alapításának 300. évfordulója alkalmából rendelt meg, és amiért a város díszpolgárává avatták. Később könyveket adott ki Szlavóniáról és Likáról a török uralom alatt, két horvát hősről Marko Mesićről és Luka Ibrišimovićról (1888), Bihács és Bihácsi régió történetéről (1890), valamint Kupa és Korana környékéről. A Károlyváros monográfia sikere után 1881-ben Bécsbe küldték kutatásra, hogy tisztázzák a Zsumberk hovatartozása körüli vitát. A kutatás eredménye a Žumberak című könyvecske volt (Zágráb 1881), de egy nagyon értékes a „Spomenici Hrvatske krajine” (Zágráb 1884–1889) című háromkötetes forrásgyűjtemény is. 1885-ben ismét Bécsben, 1886-ban Budapesten tartózkodott (a kamarai iratok miatt, amelyeket Khuen-Héderváry Károly bán utasítására hivatalosan is át kellett adnia a magyar kormány képviselőinek). Posztumusz kinyomtatott műve a „Hrvatski urbari” (Zágráb, 1894) című kiterjedt okiratgyűjtemény, mely alapvető fontosságú a kora újkori (1436-tól a 17. század végéig) társadalmi és gazdaságtörténetében. Ebből a Modrusi urbáriumot az utóbbi időben külön is kiadták (Ogulin 1997). Az Matica Hrvatska mellett leginkább a tudományos akadémiával dolgozott együtt olyan kiadványokban, amelyeket a forrásgyűjtemények mellett számos folyóiratban is publikáltak.
A kezdetben autodidakta magángyűjtő és amatőr történész, Lopašić a horvát történetírásban, a történeti földrajzban és topográfiában idővel képzett szakértőjévé fejlődött, és a kora újkori horvát történelemkutatás megalapítójává vált. A történészek számára nélkülözhetetlen, olvasmányos és nem tolakodó stílusban megírt művei ma is széles körben elfogadottak. Az eredeti iratok bizonyos átírási hiányosságai (amit már a kortársak, Ferdo Šišić és Emilij Laszowski is észrevettek) nem csökkentik úttörő szerepét, sem azt, hogy több forrást gyűjtött össze és készített publikálásra, mint a horvát történészek egyes generációi.

## Művei
- 1879 Karlovac: poviest i mjestopis grada i okolice. Matica hrvatska, Zagreb
- 1881 Žumberak – crte mjestopisne i povijesne
- 1888 Dva hrvatska junaka: Marko Mesić i Luka Ibrišimović. Matica hrvatska, Zagreb
- 1890/1943 Bihać i Bihaćka krajina: mjestopisne i poviestne crtice. Matica hrvatska, Zagreb
- 1895 Oko Kupe i Korane
- 1997 Urbar modruški od god. 1486. Ogulin ISBN 953-96363-4-5

## Emlékezete
- Szülővárosában, Károlyvárosban 1901-ben mellszobrot állítottak neki, mely a neves horvát szobrászművész Ivan Rednić alkotása.